# Mont-Saint-Léger
Mont-Saint-Léger település Franciaországban, Haute-Saône megyében. Lakosainak száma 48 fő (2022. január 1.). Mont-Saint-Léger Fleurey-lès-Lavoncourt, Lavoncourt, Renaucourt, Theuley és Vauconcourt-Nervezain községekkel határos.

## Népesség
A település népességének változása:
| Lakosok száma | 62   | 56   | 53   | 51   | 49   | 48   | 48   | 48   | 48   |
|               | 2013 | 2015 | 2016 | 2017 | 2018 | 2019 | 2020 | 2021 | 2022 |